# Chiese di Agrigento
Nella storia di Agrigento sono molte le chiese demolite, scomparse, dismesse e sconsacrate.
Vari eventi sismici hanno minacciato in epoche differenti il ricchissimo patrimonio storico-artistico-religioso della città:
- terremoto del Val di Noto del 1693 provoca seri danni.
- terremoto del Belice del 1968 causa danni.

La felice posizione geografica, le fastose vestigia greco - romane, rendono il porto della città crocevia delle rotte arabe, normanne, sveve, angioine, aragonesi, spagnole e centro d'intensi scambi commerciali con le marinerie della penisola italiana.
Frane, crolli, voragini molte volte provocate da piccoli terremoti e favorite dal materiale friabile e dall'azione degli agenti endogeni ed esogeni hanno segnato il fragile territorio nel tempo. Nonostante le avversità, l'avvicendare di numerose dominazioni parecchi e antichissimi sono i luoghi di culto che hanno attraversato indenni le incurie del tempo e le intricate vicende politiche: la chiesa di San Biagio, il santuario di San Calogero, la concattedrale di Santa Croce, il collegio di Maria, la chiesa di San Nicola, la chiesa di San Pietro, il monastero e chiesa di Santo Spirito o Badia Grande, la basilica cattedrale di Santa Maria dei Greci, la cattedrale di San Gerlando.
Malgrado il dissennato recente sviluppo cittadino, l'insieme delle strutture pervenute contribuisce a rendere Agrigento uno dei poli museali-architettonici-archeologici fra i più interessanti della Sicilia e grazie ai Gran Tour, una delle mete più ambite del turismo mondiale.
Per l'insigne profilo nel 1997 alcuni monumenti simbolo e luoghi di culto della Valle dei Templi sono stati dichiarati Patrimonio dell'Umanità e posti sotto la tutela dell'UNESCO.

## Chiese cattoliche di Agrigento per Zone

### Zona Centro Storico
- Cattedrale di San Gerlando[2][3][4]
- Chiesa di Santa Maria dei Greci edificata sulle fondazioni del Tempio di Atena Lindia e Zeus Atabyrios
- Sant'Alfonso
- Chiesa di Santo Spirito e Monastero o "Badia Grande"
- Chiesa della Madonna del Soccorso o «San Michele», detta "Badiola"[5]
- Chiesa della Madonna degli Angeli detta la «Porziuncola delle Indulgenze» o «Gioiosa»
- Santuario dell'Addolorata e Cripte
- San Francesco di Paola
- San Giacomo
- San Domenico
- Santuario di San Giuseppe
- Beata Vergine Maria Assunta, detta "Santa Lucia"
- Santa Rosalia
- Basilica dell'Immacolata Concezione o «San Francesco d'Assisi»[6][7]

### Zona Agrigento Centro
- Santuario di San Calogero
- Santissimo Crocifisso, detta "San Vito"
- Santa Teresa di Gesù Bambino
- Santa Gemma
- Sacro Cuore di Gesù
- Sacro Cuore alla Rocca
- Beata Vergine Maria del Carmelo
- Beata Vergine Maria della Divina Provvidenza
- Beata Vergine Maria di Fatima
- Beata Vergine Maria delle Grazie

### Zona Archeologica
- Chiesa di San Nicola

### Zona Industriale e Fontanelle
- San Giovanni Battista (Zona San Michele)
- San Nicola (Fontanelle)
- Beata Vergine Maria Madre della Chiesa (Fontanelle)

### Zona Balneare
- Cuore Immacolato di Maria (Villaggio Mosè)
- Santa Rosa da Viterbo (Villaggio Mosè)
- San Gregorio (Cannatello)
- San Pio X (Villaggio Peruzzo)
- San Leone (Lido San Leone)

### Zona Villaseta-Monserrato
- Santa Croce (Villaseta)
- Maria Santissima della Catena (Villaseta)
- San Lorenzo (Monserrato)

### Zona Montaperto
- San Lorenzo
- Santa Croce
- Madonna del Rosario

### Zona Giardina Gallotti
- Santa Maria della Pietà

## Chiese evangeliche di Agrigento
- Chiesa cristiana evangelica "Assemblee di Dio in Italia"
- Chiesa evangelica Valdese
- Chiesa evangelica "Parola della Grazia"
- Centro evangelico "Condividere Gesù"
- Chiesa evangelica "Cristo Vive"
- Chiesa di Gesù Cristo dei santi degli ultimi giorni
- Chiesa cristiana avventista

## Chiese demolite o sconsacrate

### Chiese sconsacrate
- Chiesa di San Biagio, che ingloba il Tempio di Demetra e il Tempio di Persefone[8]
- Chiesa del Carmine o portale Gagini
- Chiesa di Santa Caterina
- Chiesa di San Giorgio degli Oblati[9]
- Chiesa di San Girolamo
- Chiesa di San Pietro[10]
- Chiesa del Purgatorio o di "San Lorenzo"
- Chiesa delle Forche edificata su un preesistente tempio dorico.

### Chiese demolite
- Chiesa Santa Maria Monte dei Pegni solo resti
- Chiesa di San Libertino solo resti
- Chiesa di San Gregorio dalle Rape[11]
- Chiesa di Sant'Anna
- Chiesa di San Giovanni dei Teutonici
- Chiesa di Sant'Onofrio già documentata nel 1266 e demolita nel 1864
- Chiesa di Santa Maria della Grazia demolita nel 1950c.
- Chiesa della Madonna dell'Itria
- Chiesa di Santa Maria delle Raccomandate ruderi
- Chiesa di Santa Maria di Monserrato vicino al Tempio di Vulcano
- Chiesa di Santa Sofia ?
- Chiesa di Santa Marta ?
- Chiesa di Santa Maria della Misericordia o di «Santo Stefano»
- Chiesa di San Sebastiano ruderi e portale
- Chiesa dei Santi Pietro e Paolo o di «San Gregorio» ricavata nel Tempio della Concordia[12]
- Chiesa di Sant'Adriano e convento dell'Ordine di Sant'Agostino fuori le mura (1584). Sorti per volontà del vescovo Antonio Lombardo. Congregazione di Sant'Adriano.

## Monasteri, conventi e oratori

### Monasteri
- Monastero di Santo Spirito, sede di alcune sezioni dei Musei civici[13]
- Monastero della Raccomandata
- Monastero di San Vincenzo
- Monastero del Santissimo Rosario

### Conventi
- Convento dei Padri Agostiniani o «Riformati del Terz'Ordine di Sant'Agostino» presso la Chiesa di San Sebastiano edificio adibito a Museo Civico
- Convento dei Padri Agostiniani dell'Ordine di Sant'Agostino, Congregazione di Sant'Adriano presso l'Eremo di Sant'Adriano
- Convento di San Nicola sede di alcuni ambienti del Museo Archeologico[14]
- Convento chiaramontano dei francescani minori o «Cappuccini» o «Ordine dei frati minori cappuccini» sede delle fabbriche chiaramontane
- Collegio dei Padri Filippini oggi sede della Pinacoteca civica Collegio dei Filippini Agrigento[5]
- Convento chiaramontano dei canonici di rahalmari, resti del portale
- Convento dei Padri Liguorini Redentoristi o Congregazione del Divin Redentore, sede della casa museo arredi e arte sacra[5]
- Convento di San Vito adibito a carcere. Oggi sede dell'Archivio Storico comunale e associazioni culturali.[14]
- Convento della Madonna di Bonamorone «extra moenia» o «Vecchio»[15]
- Convento della Madonna di Bonamorone «intra moenia» o «Nuovo»[15]
- Convento dei Padri minori di San Francesco di Paola o dei «Paolotti» o «Ordine dei Minimi»[16]
- Convento dei Padri di San Domenico o «Riformati del Terz'Ordine di San Domenico»[16][5][13]
- Convento di San Francesco d'Assisi o «Conventuali» o «Ordine dei frati minori conventuali»[17][13]
- Convento di Santa Maria di Gesù[18]
- Convento dei mercedari Riformati[5]
- Convento dei carmelitani e Chiesa della Madonna della Catena o «Riformati del Terz'Ordine Carmelitano»[13]
- Convento delle Clarisse di Maria Santissima dell'aiuto

#### Istituti religiosi soppressi
Fra parentesi le date di costituzione e di soppressione dell'istituto.
- Convento degli oratoniani (1736 - 1859)
- Convento dei Cappuccini (1646 - 1815)
- Convento dei riformati cappellani di San Vito (1835 - 1866)
- Convento del Soccorso (1615 - 1666)
- Convento della Mercé (1768 - 1816)
- Convento di San Domenico (1606 - 1784)
- Convento di San Francesco d'Assisi (1790 - 1862)
- Convento di San Francesco di Paola (1608 - 1758)
- Convento di Francesco Schifani (1714 - 1860)
- Monastero di Santo Spirito (1828 - 1838)
- Confraternita di San Diego (1831 - 1863)
- Convento di San Giacomo dei mercedari scalzi (1861 - 1866)

## Case e collegi

### Case
- Casa degli Oblati
- Casa di correzione per le Ree Pentite[5]

### Collegi
- Collegio di Sant'Agostino e San Tommaso[16]
- Collegio di Maria presso la Chiesa di Santa Rosalia
- Seminario Diocesano[5]
- Episcopio dei Chierici[5]

## Confraternite e congregazioni

### Confraternite
- Arciconfraternita del Santissimo Crocifisso
- Arciconfraternita di Maria Santissima dei Sette Dolori attestata presso il santuario dell'Addolorata
- Arciconfraternita di Maria Santissima Immacolata
- Confraternita del Monte di Pietà
- Confraternita della Misericordia
- Confraternita dell'Addolorata
- Confraternita dell'Immacolata
- Confraternita di San Calogero
- Confraternita di Santa Maria dei Greci
- Confraternita di Santa Maria del Monte e di San Girolamo
- Confraternita di San Diego
- Confraternita di San Gaetano presso la chiesa di Santa Sofia
- Confraternita di San Giuseppe presso il santuario di San Giuseppe

### Congregazioni
- Congregazione dei canonici regolari di San Giorgio presso la Chiesa della Madonna di Monserrato
- Congregazioni dei Bottai, Calzolai, Ceramisti, Conciatori, Sarti.

## Altri edifici

### Conservatori
- Conservatorio di San Pietro

### Ospedali
Questa lista è suscettibile di variazioni e potrebbe essere incompleta o non aggiornata.

Elenco dei 14 ospedali cittadini:
- Ospedale di Santa Croce e Chiesa di Santa Croce di stile chiaramontano
- Ospedale di San Giovanni di Dio e Chiesa di San Giovanni dei Teutonici Ospedale dei Cavalieri Teutonici

## Galleria d'immagini

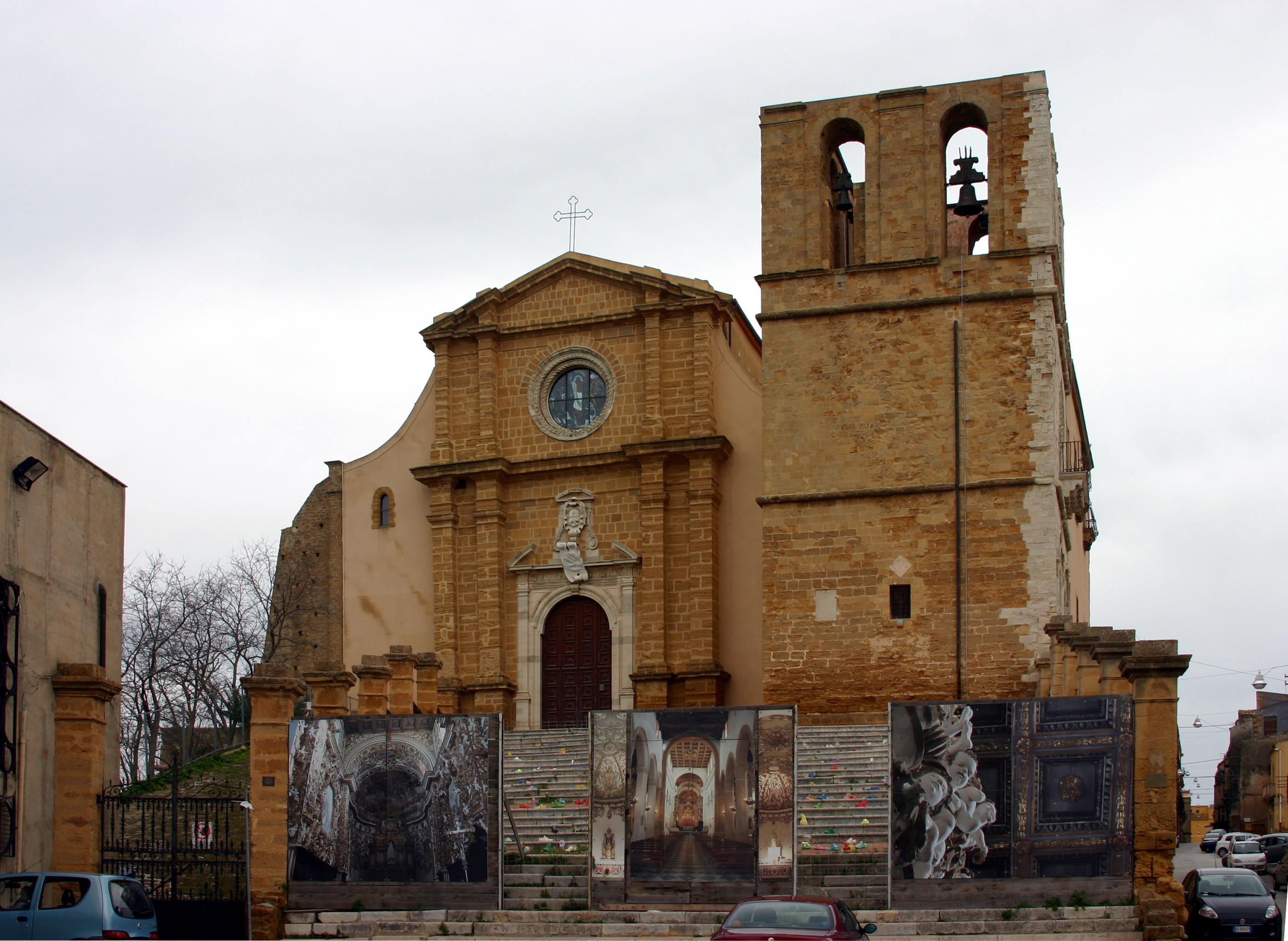
Cattedrale di San Gerlando
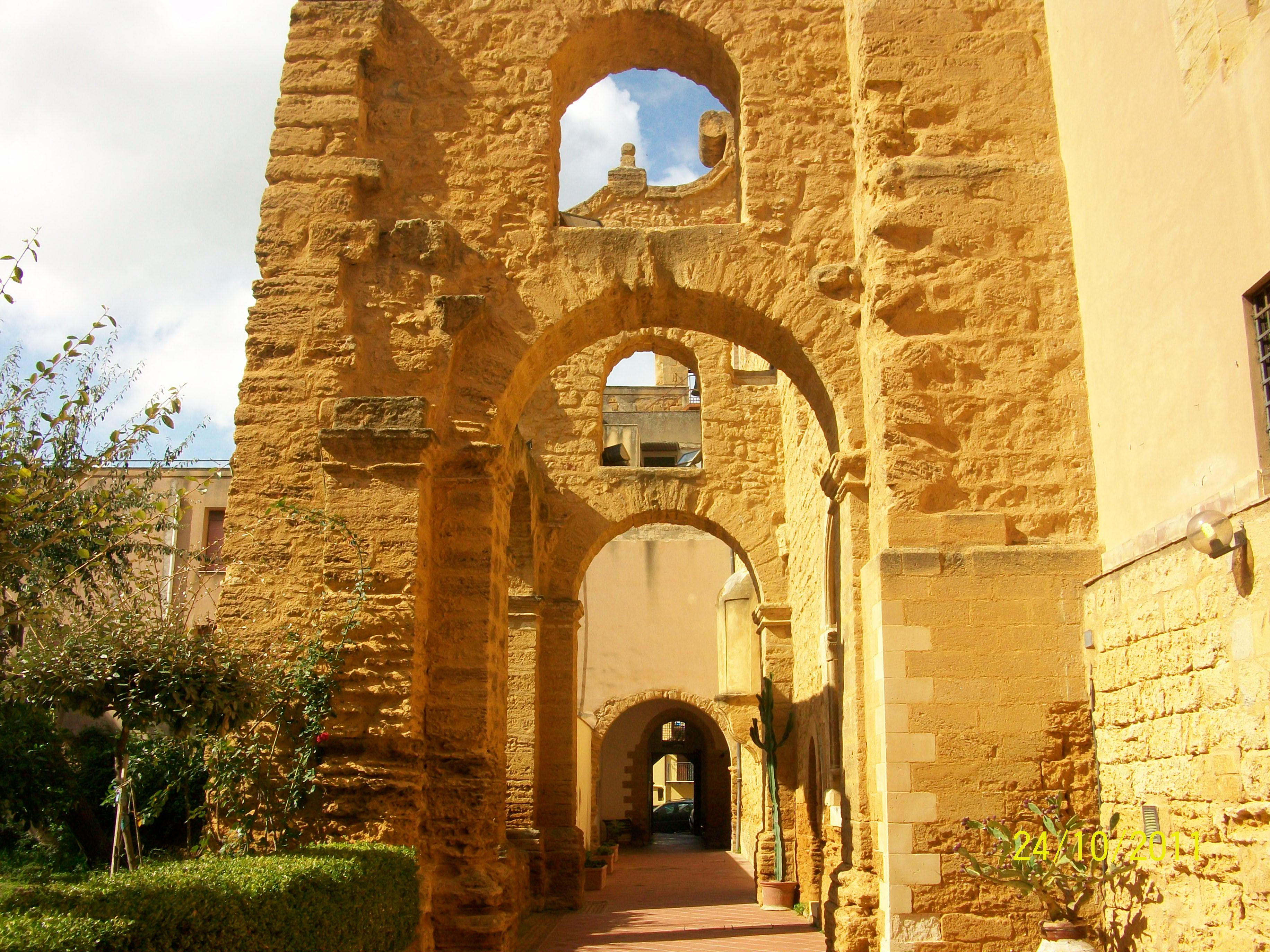
Monastero di Santo Spirito
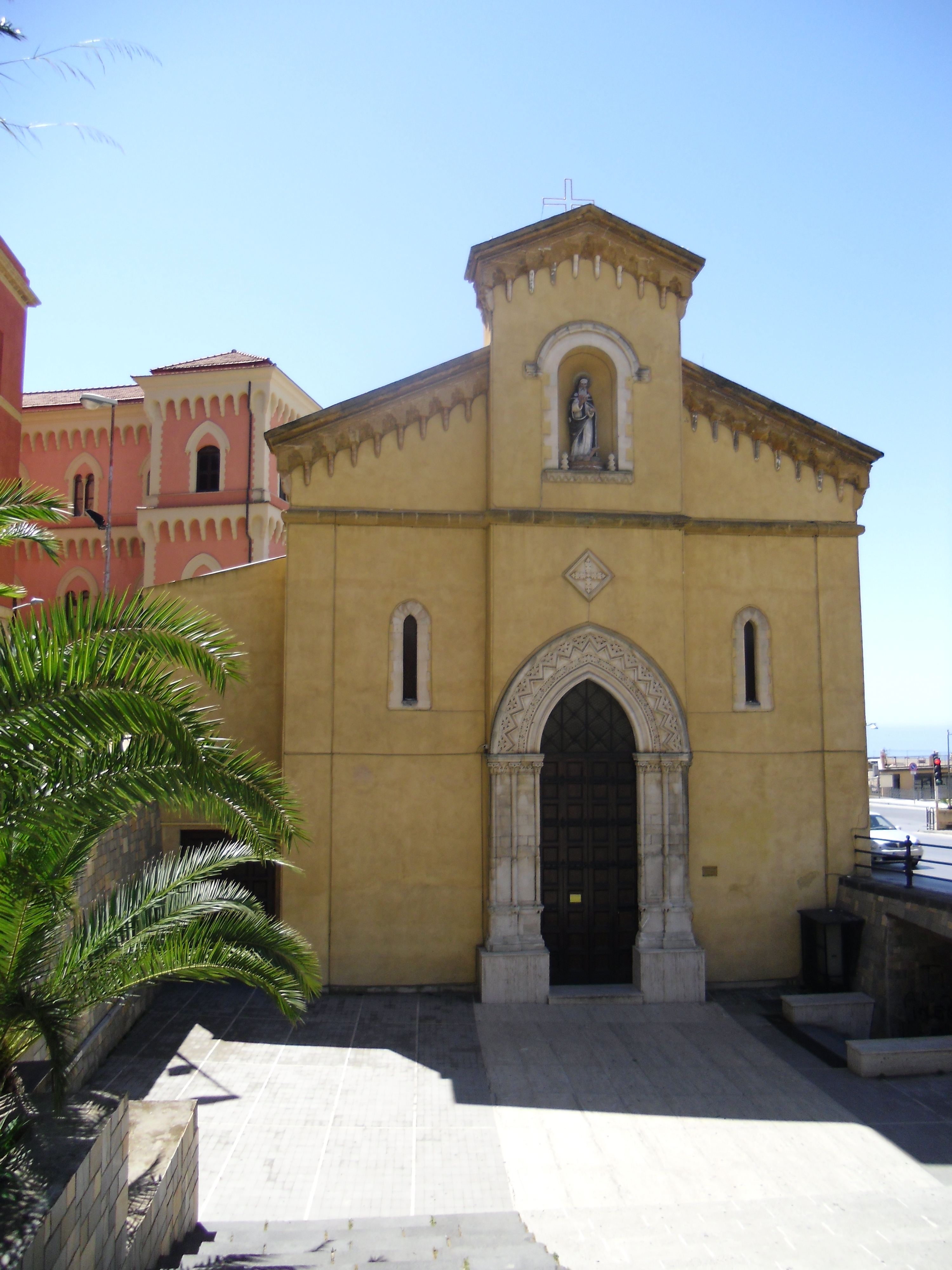
Santuario di San Calogero
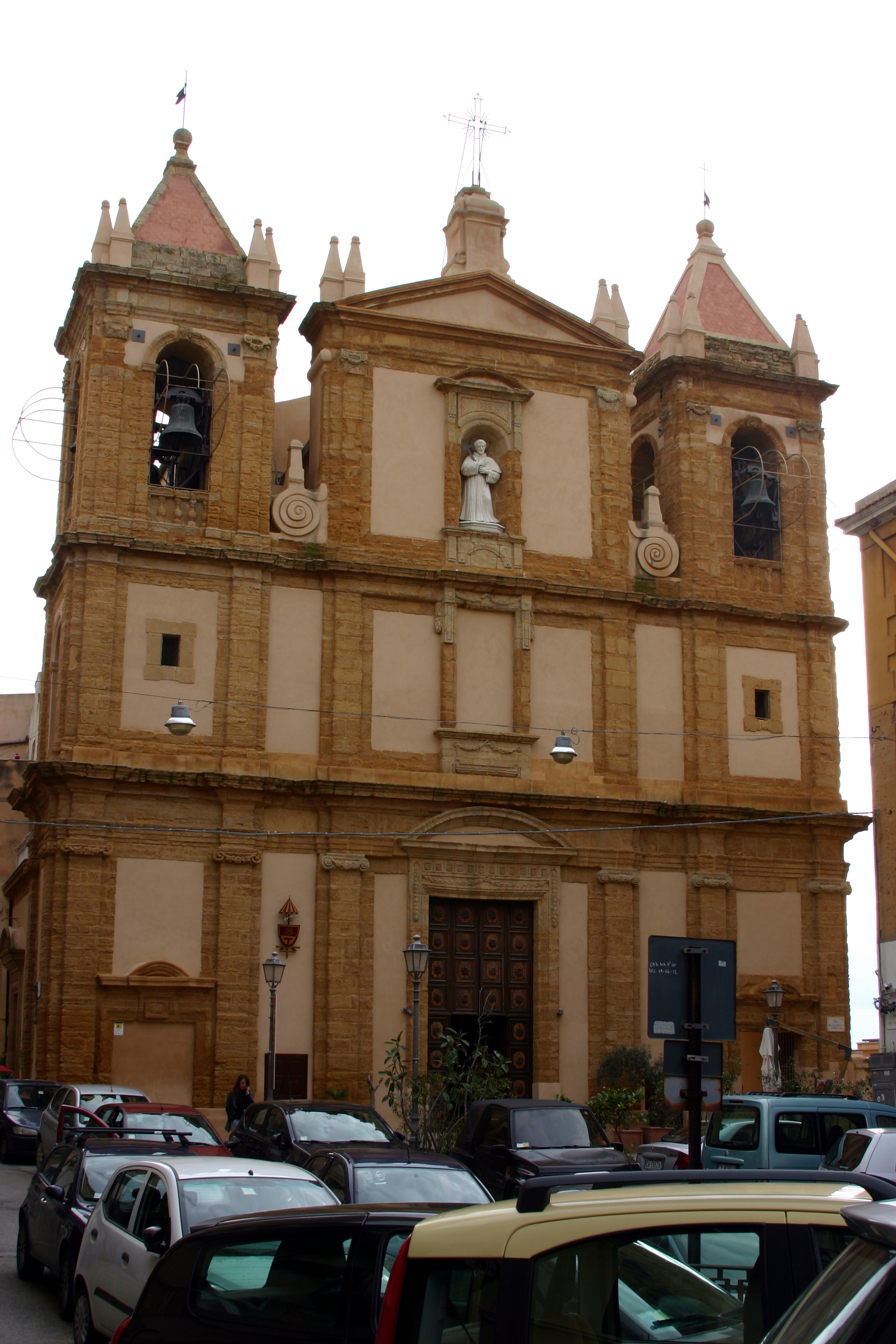
Basilica dell'Immacolata Concezione o di San Francesco
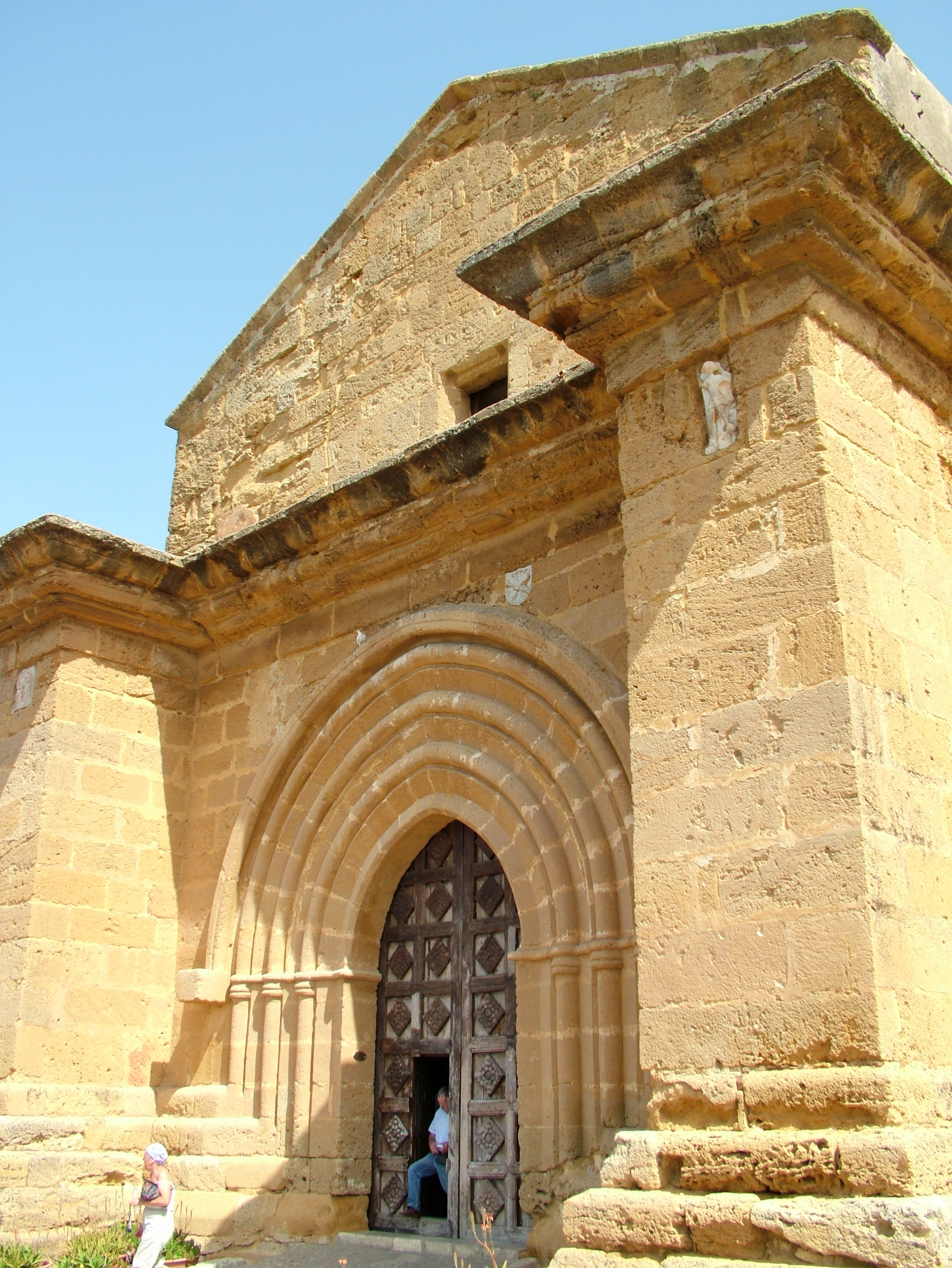
Chiesa di San Nicola
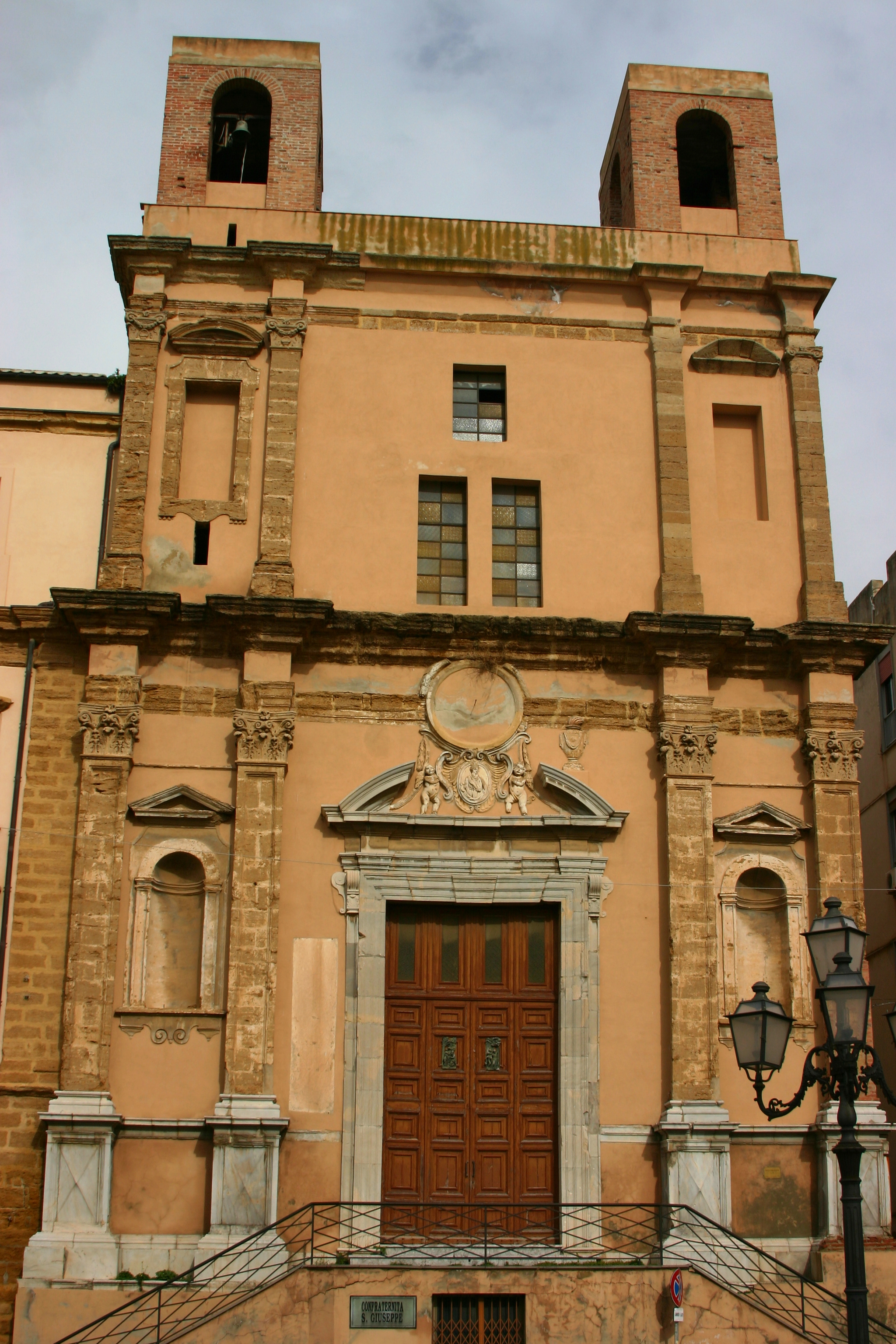
Chiesa di San Giuseppe
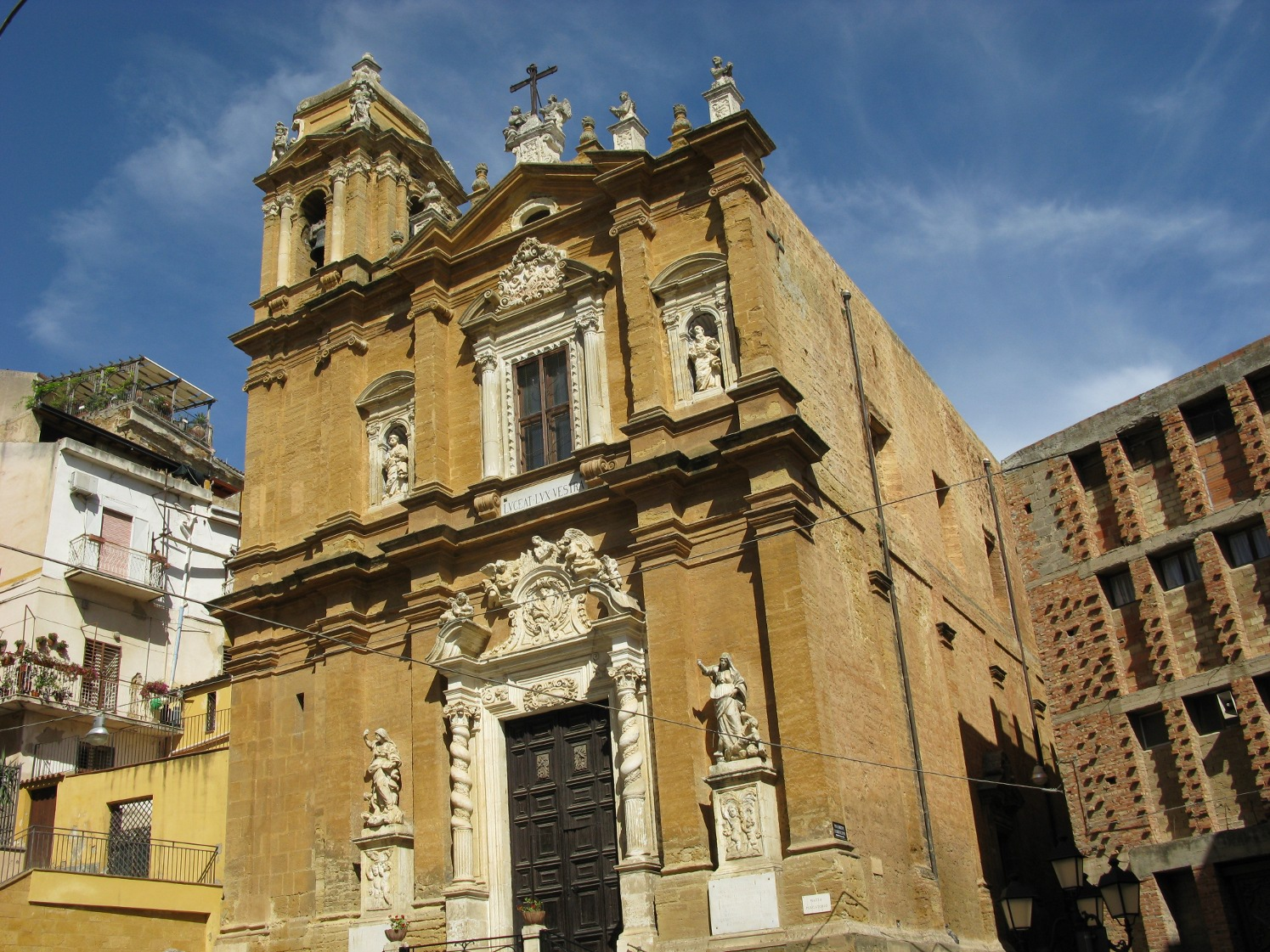
Chiesa sconsacrata del Purgatorio o di San Lorenzo
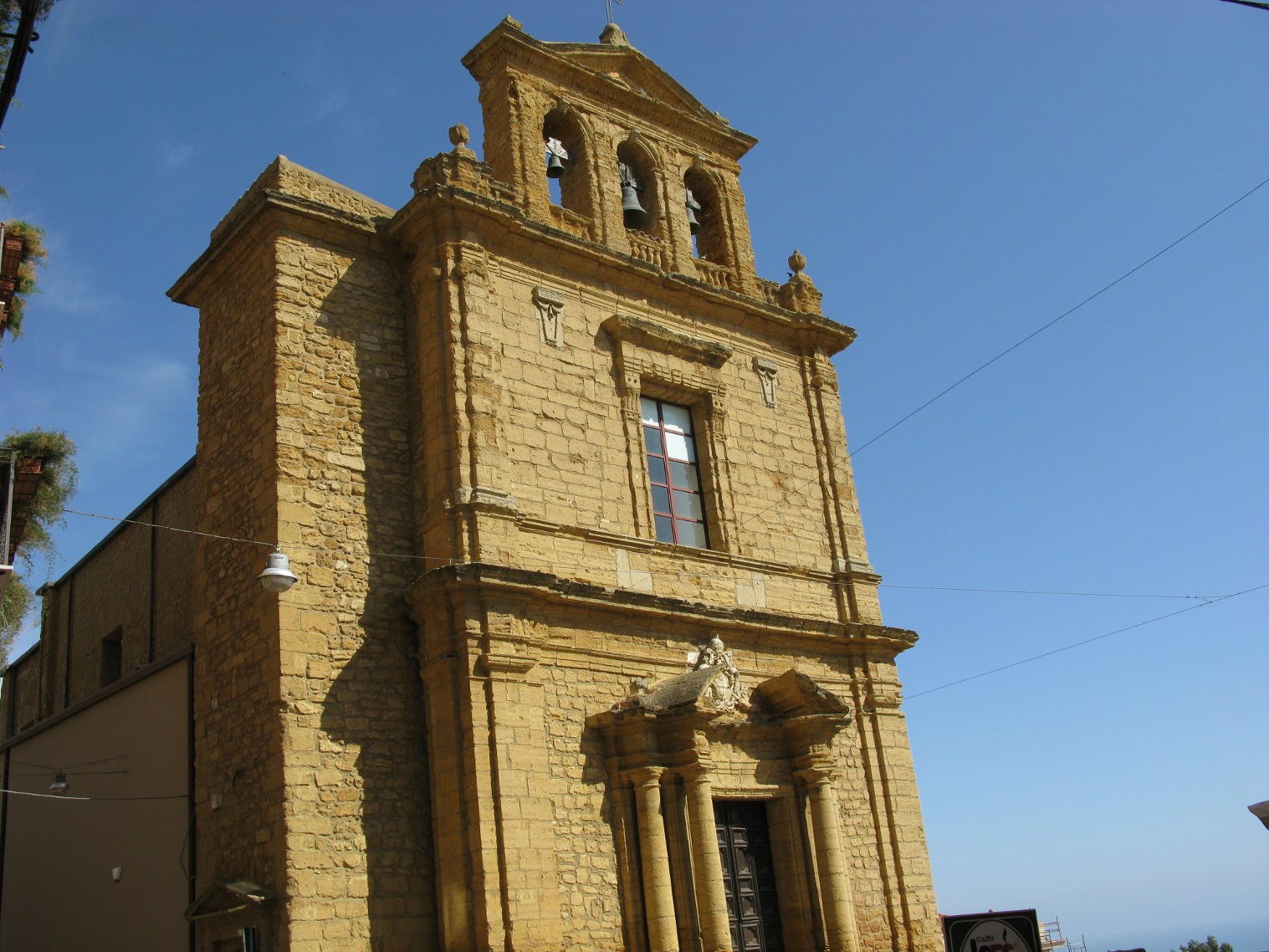
Chiesa sconsacrata di San Pietro
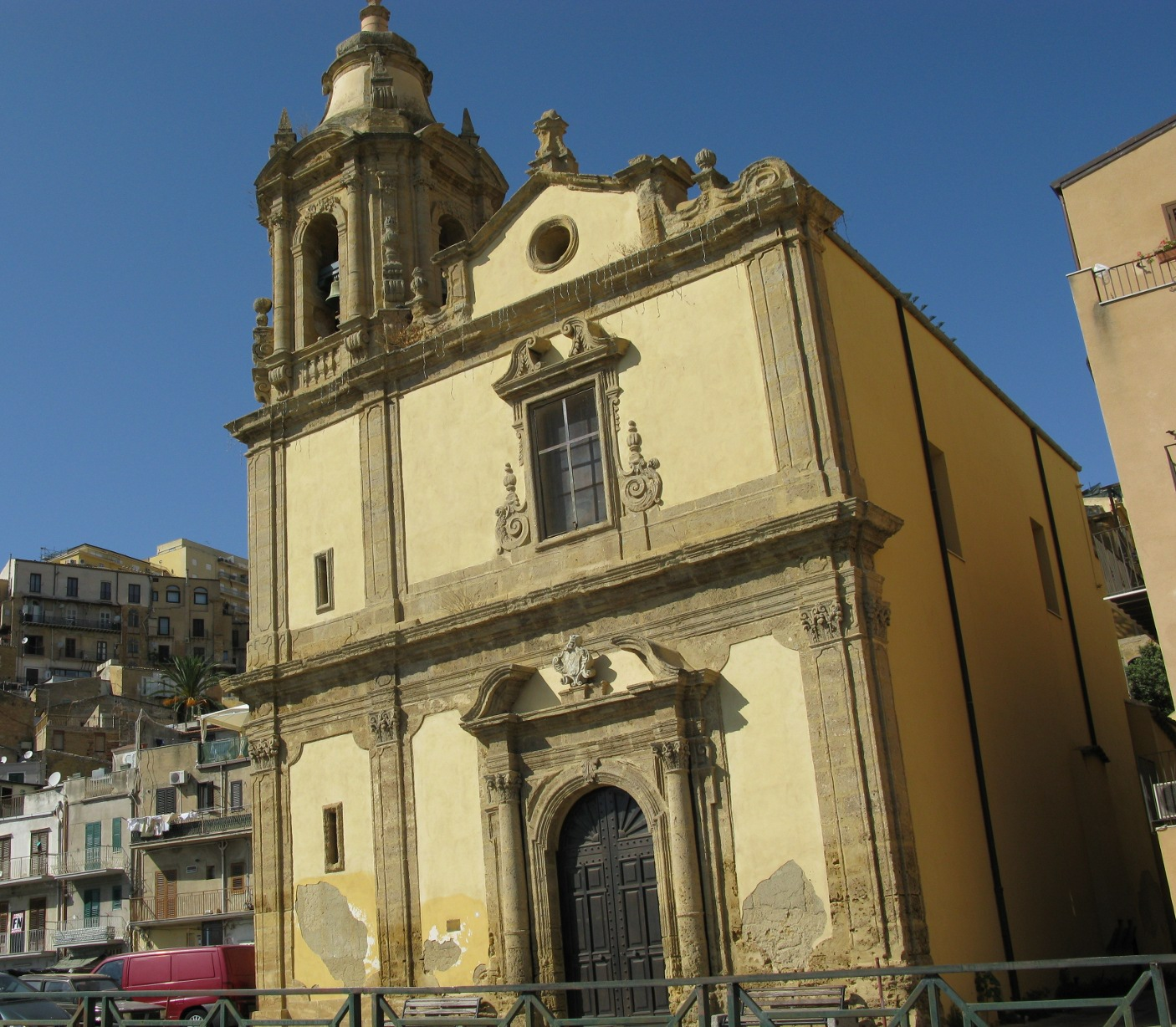
Chiesa di Santa Lucia o dell'Assunta
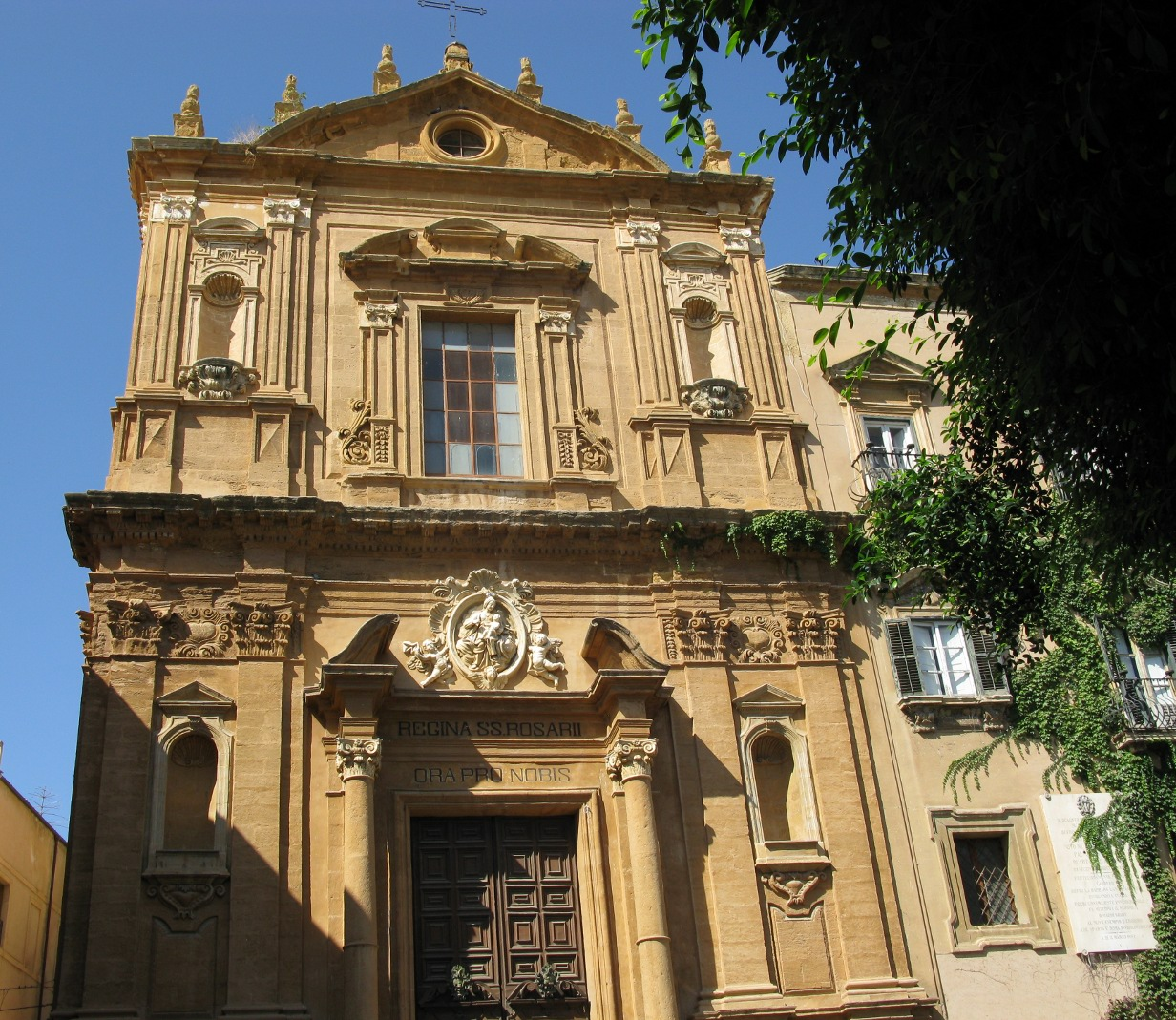
Chiesa di San Domenico